# Ashley County
Ashley County är ett administrativt område i delstaten Arkansas, USA. År 2010 hade countyt 21 853 invånare. Den administrativa huvudorten (county seat) är Hamburg. Countyt grundades 1848 och har fått sitt namn efter Chester Ashley.

## Geografi
Enligt United States Census Bureau har countyt en total area på 2 432 km². 2 386 km² av den arean är land och 46 km²  är vatten.

### Angränsande countyn
- Drew County - nord
- Chicot County - öst
- Morehouse Parish, Louisiana - syd
- Union Parish, Louisiana - sydväst
- Union County - väst
- Bradley County - nordväst